# McKinsey & Company
McKinsey & Company è una società di consulenza strategica.

## Storia
La James O. McKinsey & Company è stata fondata a Chicago nel 1926 da James O. "Mac" McKinsey. McKinsey, un professore della University of Chicago, fu tra i primi a ritenere il budgeting uno strumento dirigenziale di punta. La Marshall Field's, divenuta cliente della McKinsey nel 1935, convinse James McKinsey a lasciare l'azienda da lui fondata e diventare suo amministratore delegato; ad ogni modo egli morì improvvisamente nel 1937.
Marvin Bower entrò nell'azienda nel 1933 e subentrò come successore di James McKinsey quando questi lasciò l'azienda. Alla morte di McKinsey, le sedi di Chicago e New York dell'azienda si sciolsero. Nel 1939, con l'aiuto dei soci di New York, Bower fece risorgere la sede di New York e la denominò McKinsey & Company.
Nel 2003, McKinsey conquistò le prime pagine della stampa statunitense quando assunse tra i propri ranghi Chelsea Clinton, figlia dell'ex presidente degli Stati Uniti Bill Clinton e della senatrice Hillary Rodham Clinton.

## Organizzazione
La McKinsey ha la struttura giuridica di una società, ma di fatto si comporta come una partnership sotto molti aspetti (ha tolto la "Inc." dal nome societario nel 2001). Un managing director è nominato per un periodo di quattro anni dai soci senior della società, denominati director. Ciascun managing director può rimanere in carica per soli tre periodi. Diversi comitati sviluppano le strategie e assumono le decisioni rilevanti. Le sedi dislocate nelle varie regioni geografiche operano come unità a sé, sebbene l'azienda mantenga delle funzioni transnazionali competenti per settori industriali ed aree di management. Gli associati sono invitati a diventare partner a seguito di un processo di valutazione ed elezione e i soci che raggiungono una certa età sono obbligati a rivendere le loro quote alla società in base ad una formula prestabilita.
I consulenti della McKinsey sono inoltre soggetti alla pratica dell' p or out, che prevede che debbano svolgere gli avanzamenti di carriera entro dei dati limiti temporali, altrimenti essi vengono invitati a lasciare l'azienda.
McKinsey ha più di 13.000 consulenti dislocati su 130+ sedi in 65+ Paesi.

## Ex-consulenti
Nonostante il fatto che molti ex-consulenti McKinsey abbiano lasciato l'azienda su richiesta della stessa, McKinsey mantiene e sponsorizza un attivo network di ex-consulenti. D'altra parte, più di 80 dei CEO della lista Fortune 500 sono ex-consulenti McKinsey. Tra gli attuali ed ex-consulenti McKinsey si annoverano Jeff Skilling, Louis Gerstner, Tom Peters, Bobby Jindal, Jim Manzi, Rajat Gupta, Paul Keel, Jonathan I. Schwartz, Delphine Arnault, Jon Katzenbach, Niko Canner, Mark Feigen e William Hague, James Gorman.

## Pubblicazioni e pubbliche relazioni
Una pubblicazione disponibile sia in formato cartaceo che online, The McKinsey Quarterly (pubblicata cinque volte l'anno) ospita articoli su strategia, organizzazione, marketing, ed altri temi di interesse per i top manager. Il Business Technology Office dell'azienda pubblica inoltre McKinsey on IT, una pubblicazione trimestrale mirata a CEO ed altri top manager. La divisione corporate finance pubblica McKinsey on Finance, destinata ai CEO.

## Critiche
L'azienda in genere non commenta le situazioni degli specifici clienti e mantiene un'immagine esterna attentamente costruita e di basso profilo, che ha il vantaggio ulteriore di tenerla al riparo dal pubblico scrutinio sui risultati del suo operato, rendendo difficile la ricognizione dei suoi clienti, del suo tasso di successo e della sua redditività. Tale segretezza inoltre aiuta a tenere nascosti i prezzi di McKinsey, che spesso superano di molto i 15.000 euro al giorno per un team di consulenti.
Il vincolo alla riservatezza sui clienti è mantenuto anche tra gli ex-consulenti dell'azienda, e il risultato è che giornalisti e scrittori hanno avuto sempre difficoltà a sviluppare una completa casistica degli errori che i consulenti della McKinsey possano aver commesso, come nel caso di Enron, che si ritiene fosse uno dei più grossi clienti dell'azienda.
Gran parte degli elementi di sfiducia nei confronti della McKinsey possono essere così riassunti: 
- Analisi errate o poco lungimiranti, come nel caso delle raccomandazioni fornite alla AT&T nel 1983, in cui sostenevano che i telefoni cellulari sarebbero stati un mercato di nicchia.[1]
- Mancanza di coordinamento tra diversi team che lavorano presso uno stesso cliente.
- Mancanza di originalità nella proposizione di idee; tendenza al semplice riaffermare l'ovvio in un gergo economico
- Lavoro in team, poiché spesso i consulenti hanno difficoltà a convergere in tempi brevi su di un insieme comune di soluzioni e raccomandazioni
- Presunzione ed arroganza nei confronti dei dirigenti, in particolare il sottostimare la difficoltà di implementare le raccomandazioni
- Enfasi sul "pensiero corrente" che può ridursi a poco più di spingere i clienti a seguire le più recenti teorie senza assumere un'ottica di lungo periodo
- Enfasi sulla massimizzazione del valore per gli azionisti, spesso a costo di sacrificare investimenti e la strategia di lungo periodo. Ad esempio, ciò può aver portato alla crisi della società ferroviaria inglese Railtrack, ridotta al collasso dopo una serie di incidenti, imputati ai consigli della McKinsey di ridurre le spese sulle infrastrutture per destinare i risparmi di spesa agli azionisti
- Timore che essa miri a diventare una presenza costosa e permanente per i clienti, piuttosto che limitarsi alla risoluzione di un definito insieme di problemi, fungendo inoltre da succedaneo di un'appropriata leadership. Questa è una preoccupazione crescente nel settore pubblico, da quando la McKinsey è sempre più coinvolta nella dirigenza di agenzie come la britannica National Health Service

Tra i vari libri ed articoli, The Witch Doctors, scritto dai giornalisti John Micklethwait e Adrian Wooldridge dell'Economist, presenta una serie di errori grossolani e disastri che si imputano a errori di consulenti della McKinsey.  Similmente, Dangerous Company: The Consulting Powerhouses and the Businesses They Save and Ruin di James O'Shea e Charles Madigan esamina criticamente il ruolo della McKinsey nel contesto dell'industria della consulenza.
Il primo ministro inglese Tony Blair è stato oggetto di critiche da parte del Financial Times per aver richiesto la consulenza di McKinsey per la ristrutturazione dell'Ufficio di gabinetto. Un alto funzionario pubblico ha descritto la McKinsey come "delle persone che si insediano ed usano PowerPoint per affermare delle assolute ovvietà."
Un aspetto controverso dell'operatività della McKinsey è il suo non vincolarsi in esclusiva, ciò infatti potrebbe far sorgere un conflitto di interessi qualora team diversi di consulenti lavorassero per concorrenti diretti in uno stesso settore. Ciò gioca a vantaggio dell'azienda, dal momento che questa politica non la costringe a rifiutare del lavoro per potenziali clienti, cosa che potrebbe verificarsi con altre aziende di servizi finanziari; anzi, sapere che un concorrente si è rivolto a McKinsey ha storicamente rappresentato un forte impulso per le aziende a richiedere anch'esse l'assistenza di McKinsey. Tale politica implica anche il fatto che McKinsey mantenga il segreto sulla lista dei suoi clienti. Inoltre per questo motivo si pone una grossa enfasi sulla riservatezza dei clienti anche all'interno dell'azienda, e ai consulenti è vietato discutere dei dettagli del loro lavoro con i membri degli altri team.
Tradizionalmente, McKinsey ha rivelato i suoi clienti solo in seguito di azioni legali, o nei casi in cui il cliente l'abbia pubblicamente fatto per conto proprio, una pratica questa che viene fortemente sconsigliata dalla stessa azienda.
Taluni suggeriscono che la reputazione dell'azienda sia stata danneggiata in anni recenti, mentre i concorrenti abbiano guadagnato autorevolezza. Clienti ben pubblicizzati come Enron, Swissair, Sabena, Railtrack, GM e Ford hanno recentemente attraversato delle crisi. Le pubblicazioni che riferiscono ciò non hanno provocato commenti da parte della McKinsey, dal momento che l'azienda non diffonde alcuna informazione riguardante i propri clienti (politica che d'altra parte non permette di pubblicizzare successi che l'azienda ha aiutato a verificarsi). In aggiunta, molte società di servizi finanziari di solida reputazione hanno creato delle divisioni di consulenza negli ultimi due decenni, al pari di molte altre grosse società che, riconoscendo l'importanza della consulenza, hanno creato le loro divisioni di consulenza interna, svolgendo da sé del lavoro altrimenti svolto dalla McKinsey.

## McKinseyani italiani noti
- Francesco Caio
- Giorgio Nocella
- Vittorio Giaroli
- Fulvio Conti
- Ettore Gotti Tedeschi
- Giorgio Rossi Cairo
- Corrado Passera
- Marco Odorisio
- Tommaso Pompei
- Paolo Scaroni
- Alessandro Profumo
- Vittorio Colao
- Gianfilippo Cuneo
- Silvio Scaglia
- Minos Bantourakis
- Mario Greco
- Roger Abravanel
- Gianemilio Osculati
- Itzhak Yoram Gutgeld